# Lac d'Aydat
Le  lac d’Aydat est le  plus grand lac naturel d’Auvergne. 
Il s’agit d’un lac de barrage volcanique aujourd'hui eutrophe. L’émergence de la coulée de lave (la cheire d'Aydat), longue de 15 km, du puy de la Vache et du puy de Lassolas a verrouillé la rivière de la Veyre, bloquant le cheminement des eaux et créant ainsi le lac d'Aydat et le lac de la Cassière. L’île située près de la rive nord s’appelle Saint-Sidoine, en souvenir de l’évêque Sidoine Apollinaire qui possédait une villa romaine au bord du lac.
Situé dans un remarquable cadre boisé, l’environnement du lac est propice à des promenades (le tour du lac fait 5,5 km).
La traversée du lac, de plage à plage, fait 670 mètres.

## Aménagements et activités

### Activités nautiques
- Baignade surveillée en été
- Base nautique (dériveurs, catamarans, planche à voile, canoë-kayak, aviron)
- Location de pédalos
- Stages de voile et de canoë-kayak

### Aménagements en bord de lac
- Plage avec délimitation d’une zone de baignade
- Jeux pour enfants
- Aires de pique-nique
- Bar, restaurants
- Terrain de camping au bord de la rive Est
- Nombreux parkings autour du lac
- Aire de camping-cars
- Une base nautique
- Toilettes

### Pêche
La pêche est réglementée dans le lac d’Aydat, et fait l’objet d’une gestion privée. Les poissons les plus fréquents sont la truite, la perche arc-en-ciel, le sandre, l’omble, le brochet, la carpe, la tanche, le gardon, la perche, le chevesne et le vairon. 
Il existe aussi deux espèces d'écrevisses au lac d'Aydat, l'écrevisse signal, invasive, et l'écrevisse à pattes blanches, rare et interdite de pêche.